# Phare de Torres
Le phare de Torres (Faru de Torres en asturien) est un phare situé sur Cabo de Torres, à environ 7 km du port de Gijón , dans la province des Asturies en Espagne.
Il est géré par l'autorité portuaire de Gijón.

## Histoire
Le premier phare de Gijón a été mis en service le 18 août 1864. C'était une tour de 9 m de haut. Mis hors service dès 1912, il a été remplacé en 1924. C'est une tour octogonale en maçonnerie de 12 m de haut, avec galerie et lanterne, attachée en façade nord d'une grande maison de gardiens de 2 étages avec une grande terrasse. La construction entière est peint en blanc, seul le dôme de la lanterne est rouge. Il a été électrifié en 1936.
Il est érigé dans une zone archéologique importante où se trouvait une colline fortifiée romaine appelée oppidum de Noega (ou Castro de la Campa Torres). Il dépend de l' Administration portuaire de Gijón .
Construit en bord de falaise, son plan focal est à 82 m au-dessus du niveau de la mer, et émet deux éclats blancs, toutes les 10 secondes, visibles jusqu'à 18 milles nautiques (environ 29 km).
Identifiant : ARLHS : SPA023 ; ES-01750 - Amirauté : D1596 - NGA : 2204.
|          |
| Le phare |

|          |
| Le phare |